# MuPAD
MuPAD é um sistema algébrico computacional (em inglês, CAS). Originalmente desenvolvido pelo grupo de pesquisa MuPAD na Universidade de Paderborn, Alemanha. O desenvolvimento foi assumido  pela empresa SciFace Software GmbH & Co. KG em cooperação com o grupo de pesquisa MuPAD e parceiros de algumas outras universidades a partir de 1997.
Até ao Outono de 2005, a versão "MuPAD Light" foi oferecida gratuitamente para pesquisa e educação, mas como resultado do encerramento do instituto sede do grupo de pesquisa MuPAD, apenas a versão "MuPAD Pro" permeneceu disponível para compra.
O núcleo (kernel) do muPAD é empacotado com o Scientific Notebook e o Scientific Workplace. Versões anteriores de MuPAD Pro eram empacotadas com o SciLab. Sua versão 14 adotou como o engine para o sistema de álgebra computacional o pacote de software MathCAD.
Em setembro de 2008, a SciFace foi comprada pela MathWorks e o código MuPAD foi incluído na caixa de ferramentas de matemática simbólica (Symbolic Math Toolbox) do MATLAB. Em 28 de setembro de 2008, o MuPAD foi retirado do mercado como um produto de software em seu próprio direito. No entanto, ele ainda está disponível na Symbolic Math Toolbox no Matlab e também pode ser usado como um programa stand-alone.

## Funcionalidade
MuPAD oferece:
- Um sistema de álgebra computacional para manipular fórmulas simbolicamente.
- Análise numérica clássica e verificada em precisão discricionária.
- Pacotes de programas de álgebra linear, equações diferenciais, teoria dos números, estatística, e programação funcional
- um sistema  gráfico interativo que oferece suporte a animações e áreas transparentes em 3D
- Uma linguagem de programação que oferece suporte a programação orientada à objetos e a programação funcional.

Comandos frequentemente utilizados são acessíveis através de menus. MuPAD oferece um conceito similar aos notebooks para os sistemas de processamento de texto que permite a formulação de problemas matemáticos, bem como gráficos de visualização e explicações em texto formatado.
É possível estender MuPAD com rotinas em C++ para acelerar os cálculos. Código Java também pode ser incorporado.
A sintaxe do MuPAD foi modelada em Pascal, e é semelhante a utilizada no Maple. Uma diferença importante entre os dois é que MuPAD oferece suporte para programação orientada à objetos. Isto significa que cada objeto "carrega em si" os métodos autorizados a usar nele. Por exemplo, depois de definir
```
  A := matrix( [[1,2],[3,4]] )

```

todos as seguintes são expressões válidas e darão o resultado esperado:
```
  A+A, -A, 2*A, A*A, A^-1, exp( A ), A.A, A^0, 0*A

```

onde A.A é a matriz 2×4 concatenada, enquanto todas as outros, incluindo as duas últimas, são novamente matrizes 2×2